# Велика Британія (острів)
Вели́ка Брита́нія (англ. Great Britain, валл. Prydain Fawr, шотл. гел. Breatainn Mhòr, корн. Breten Veur, шотл. Great Breetain, також скорочено Брита́нія) — острів у північній частині Атлантичного океану біля північно-західного узбережжя континентальної Європи, що складається з установчих країн Англії, Вельсу та Шотландії. З площею 209 331 км² є найбільшим з Британських островів, найбільшим європейським островом і дев’ятим за величиною островом у світі. У Великій Британії переважає морський клімат із незначною різницею температур між сезонами. Інший острів Ірландія, площа якого становить 40% усієї площі Великої Британії, знаходиться на заході – ці острови, разом з більш ніж 1000 менших прилеглих островів і названими значними скелями, складають архіпелаг Британські острови.
Сполучена з материковою Європою ще 9 000 років тому сухопутним мостом, тепер відомим як Доґґерленд, Велика Британія була заселена сучасними людьми приблизно 30 000 років тому. У 2011 році населення острову становило близько 61 млн осіб, що робить його третім за чисельністю населеним островом у світі після Хонсю в Японії та Яви в Індонезії, і найбільш густонаселеним островом за межами Азії.
Термін «Велика Британія» також може стосуватися політичної території Англії, Вельсу та Шотландії, яка включає їхні менші острови. Ця територія разом із Північною Ірландією, яка знаходиться на острові Ірландія, утворює суверенну державу Сполучене Королівство.

## Термінологія

### Топоніміка
Понад 2000 років архіпелаг називали однією назвою: термін «Британські острови» походить від термінів, використовуваних класичними географами для опису цієї групи островів. До 50 року до нашої ери грецькі географи використовували еквіваленти Prettanikē як збірної назви для Британських островів. Однак із завоюванням Британії римлянами з'явився латинський термін Britannia, який використовувався для острова Велика Британія, а пізніше окупованої Римом Британії на південь від Каледонії.

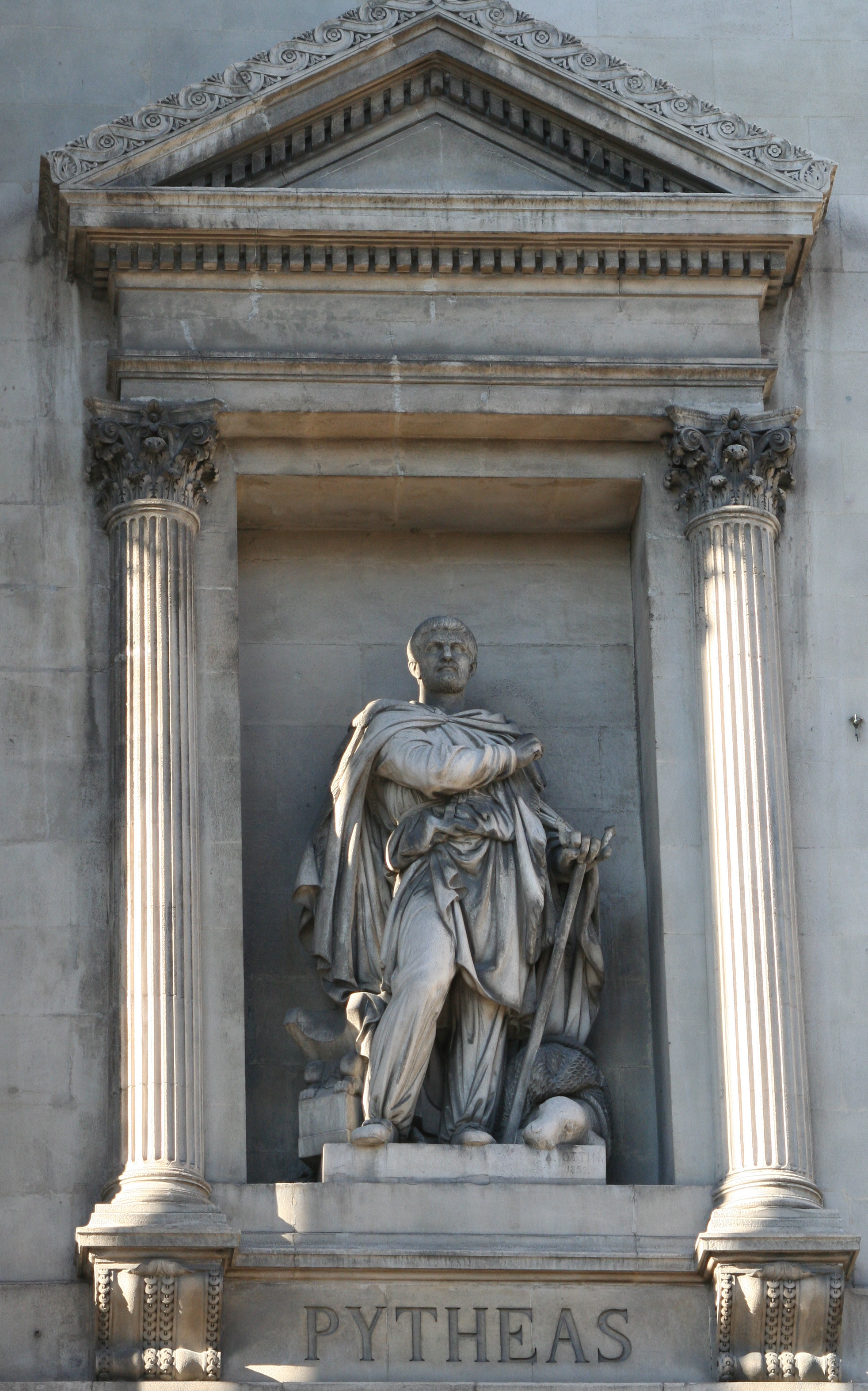
Грецький географ Піфей з Массалії.

Найперша відома назва Великої Британії — Альбіон (грец. Ἀλβιών) або insula Albionum, від латинського albus, що означає «білий» (можливо, йдеться про білі скелі Дувра, перший вид на Британію з континенту) або «острів Альбіонів».
Першим відомим письмовим використанням слова Британія була давньогрецька транслітерація оригінального протокельтського терміну в праці про подорожі та відкриття Піфея, яка не збереглася. Найдавніші записи про це слово є цитатами периплюса пізнішими авторами, такими як «Географіка» Страбона, «Природнича історія» Плінія та «Історична бібліотека» Діодора Сицилійського. Пліній Старший (23–79 рр. н. е.) у своїх записах про «Природнича історія»  Великої Британії: «Її колишня назва була Альбіон; але пізніше всі острови, про які ми тільки зараз коротко згадаємо, називаються Britanniæ.
Назва Британія походить від латинської назви Britannia, або Brittānia, тобто земля бритів. Давньофранцузьке Bretaigne (звідки також сучасна Bretagne) і середньоанглійське Bretayne, Breteyne. Французька форма замінила староанглійські Breoton, Breoten, Bryten, Breten (також Breoton-lond, Breten-lond). Британія використовувалася римлянами з І століття до нашої ери для Британських островів разом узятих.

### Велика

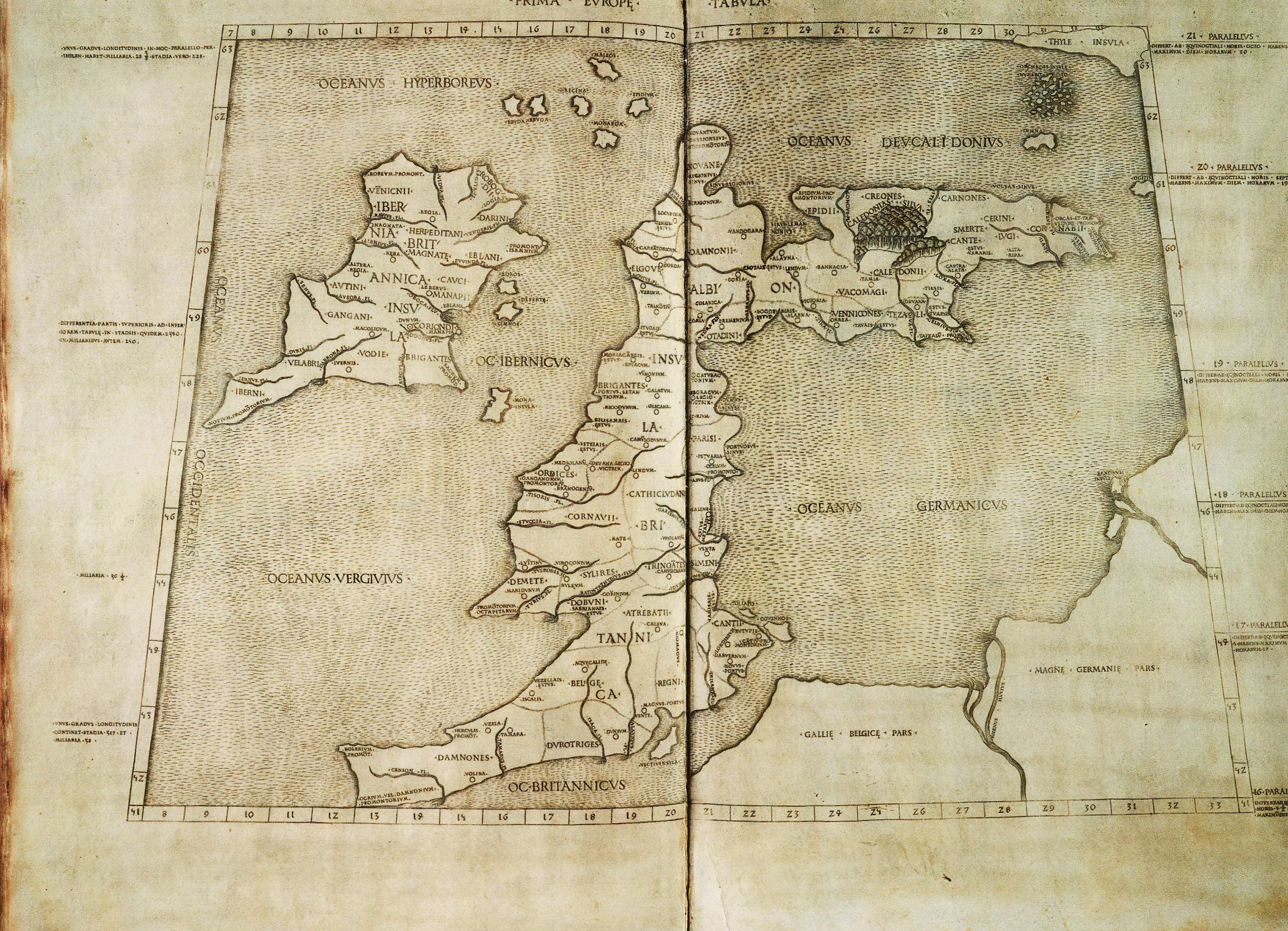
Італійська реконструкція 1490 року відповідної карти Птолемея, який поєднав лінії доріг і каботажних експедицій протягом першого століття римської окупації. Однак два великі розломи – Шотландія, що виступає на схід, і жодна частина Ірландії не знаходяться на тій самій широті, що й Вельс, що могло бути, якби Птолемей використовував вимірювання широти Піфеєм.

Греко-єгипетський вчений Птолемей у своїй праці «Альмагест» (147–148 рр.) назвав більший острів Великою Британією (μεγάλη Βρεττανία megale Brettania), а Ірландію – Маленькою Британією (μικρὰ Βρεττανία mikra Brettania). У своїй пізній праці «Географія» він дав островам назви Альвіон, Івернія та Мона (острів Мен), припускаючи, що це могли бути назви окремих островів, невідомих йому на момент написання Альмагеста. Назва Альбіон вийшла з ужитку через деякий час після римського завоювання Британії, після чого Британія стала більш поширеною назвою для острова.
Після англосаксонського періоду Британія використовувалася лише як історичний термін. Джефрі Монмутський у своїй псевдоісторичній праці Historia Regum Britanniae (прибл. 1136) називає острів Великою Британією, щоб відрізнити його від Britannia minor («Мала Британія»), континентального регіону, який схожий на сучасну Бретань та був заселений у п’ятому та шостому століттях кельтськими мігрантами з Великої Британії.
Термін «Велика Британія» вперше був офіційно використаний у 1474 році в документі, який складав пропозицію про шлюб між Сесілі, донькою короля Англії Едуарда IV, і Яковом, сином короля Якова III, короля Шотландії. Шотландський філософ та історик Джон Мейджор опублікував свою «Історію Великої Британії, як Англії, так і Шотландії» (Historia majoris Britanniae, tam Angliae quam Scotiae) у 1521 році. Пропагуючи можливий королівський матч у 1548 році, лорд-протектор Сомерсет сказав, що англійці та шотландці були «знову як два брати одного острова Великої Британії». У 1604 році Яків VI називав себе «королем Великої Британії, Франції та Ірландії».

### Сучасне вживання
Велика Британія географічно відноситься до острова Велика Британія. Політично це може стосуватися всієї Англії, Вельсу та Шотландії включно з їхніми меншими островами. Технічно неправильно використовувати цей термін для позначення всього Сполученого Королівства, включаючи Північну Ірландію, хоча Оксфордський словник англійської мови стверджує, що «...термін також використовується вільно для позначення Сполученого Королівства».
Подібним чином, Британія може стосуватися або всіх островів Великої Британії, найбільшого острова, або політичної групи установчих країн. Немає чіткого розмежування навіть в урядових документах: урядові щорічники Сполученого Королівства використовували назву як Британія, так і Сполучене Королівство.
GB і GBR використовуються замість UK у деяких міжнародних кодах для позначення Сполученого Королівства, включаючи Всесвітній поштовий союз, міжнародні спортивні команди, НАТО та коди країн Міжнародної організації зі стандартизації ISO 3166-2 та ISO 3166-1 alpha- 3, тоді як реєстраційний префікс повітряного судна — G.
В Інтернеті .uk є доменом верхнього рівня з кодом країни для Сполученого Королівства. Домен верхнього рівня .gb використовувався в обмеженому обсязі, але тепер він не підтримується; хоча старі сайти все ще використовують його (переважно державними організаціями та постачальниками послуг електронної пошти), але реєстратор доменних імен не прийматиме нові реєстрації.
На Олімпійських іграх Команда GB використовується Британською олімпійською асоціацією для представлення олімпійської збірної Сполученого Королівства. Олімпійська рада Ірландії представляє весь острів Ірландію, і північноірландські спортсмени можуть вибрати змагатися за будь-яку команду, більшість з яких вирішить представляти Ірландію.

### Політика

Кола Ейлера частин Британського архіпелагу. Зеленим кольором виділено географічні підрозділи, синім – політичні підрозділи.

Політично Велика Британія стосується лише Англії, Вельсу та Шотландії разом, проте не Північної Ірландії; цей термін включає такі острови, як острів Вайт, Англсі, острови Сіллі, Гебриди та групи островів Оркнейські та Шетландські острови, які є частиною Англії, Вельсу та Шотландії. Він не включає острів Мен і Нормандські острови.
Політична унія, яка об’єднала королівства Англії та Шотландії, відбулася в 1707 році, коли Акт про унію було ратифіковано та об'єднано парламенти двох країн, утворивши Королівство Великої Британії, яке охопило весь острів. До цього між цими двома країнами існувала особиста унія з часів Унії корон 1603 року під проводом Якова VI Шотландського та Якова I Англійського.

## Історія
Найдавнішим свідченням існування архаїчних людей у Британії є відбитки ніг у Гаппісбурзі та пов’язані з ними кам’яні знаряддя, знайдені в Норфолку, датовані приблизно 950–850 000 років тому. До 450 000 років тому Британія утворювала півострівне розширення материкової Європи, доки катастрофічна повінь між тим і 130 000 роками тому призвела до створення Ла-Маншу, і Британія стала островом під час теплих міжльодовикових періодів, таких як Останній міжльодовиковий період / Еемій (130–115 000 років тому), хоча він має з'єднання з материковою Європою під час льодовикових періодів, коли рівень моря був низьким. Архаїчні люди неодноразово заселяли Британію, перш ніж покинути цю територію в прохолодні періоди. Сучасні люди прибули до Британії приблизно 40 000 років тому, про що свідчать останки, знайдені в печері Кентс у Девоні, після зникнення неандертальців. До 9000 років тому Британія зберігала сухопутний зв’язок з континентом, з областю здебільшого низьких болот (Доґґерленд), що з’єднувала її з нинішніми Данією та Нідерландами.
У період мезоліту Британію населяли мисливці-збирачі. Фермери епохи неоліту анатолійського походження прибули до Британії близько 4000 року до нашої ери, замінивши мисливців-збирачів, які існували раніше. Близько 2000 року до нашої ери культура дзвонових склянок бронзової доби прибула до Британії, яка, згідно з генетичними даними, була пов’язана з іншим епізодом майже повної заміни населення. Пізніша значна міграція до південної Британії близько 1000 р. до н.е. могла принести кельтські мови на острів.
Під час залізного віку Британію населяли різні кельтські племена.

### Римський і середньовічний період
Римляни завоювали більшу частину острова (аж до вала Адріана в північній Англії), і вона стала давньоримською провінцією Британія. Протягом 500 років після падіння Римської імперії британці на півдні та сході острова були асимільовані або витіснені германськими племенами (англами, саксами та ютами, яких часто називають англосаксами). Приблизно в той самий час гельські племена з Ірландії вторглися на північний захід, поглинувши як піктів, так і бритів північної Британії, зрештою утворивши Королівство Шотландія в IX столітті. Південний схід Шотландії був колонізований англами і до 1018 року був частиною Королівства Нортумбрія. Зрештою, населення південно-східної Британії стали називати англійським народом, названим так на честь англів.
Германськомовні називали британців валлійцями. Цей термін став застосовуватися виключно до жителів сучасного Вельсу, але він також зберігся в таких іменах, як Воллес і в другому складі Корнуолла. Кімрі, назва, якою британці називали себе, в сучасній валлійській мові використовується лише до людей з Вельсу (див. також Камбрія). Британці, які проживали в регіонах, відомих зараз як Вельс, Камбрія та Корнуолл, не були асимільовані германськими племенами, що відображено в збереженні кельтських мов у цих регіонах до пізнішого часу. Під час германського вторгнення в південну Британію багато британців емігрували в територію, відому як Бретань, де досі розмовляють бретонською мовою, кельтською мовою, близькою до валлійської та корнської, яка походить від мови емігрантів. У IX столітті серія данських нападів на північні англійські королівства призвела до того, що вони потрапили під контроль Данії (територія, відома як Данелаг). Однак у X столітті всі англійські королівства були об’єднані під одним правителем як Королівство Англія, коли останнє складове королівство, Нортумбрія, підкорилося Едгару Мирному в 959 році. У 1066 році Англія була завойована норманами, які запровадили нормандомовну адміністрацію, яка з часом була асимільована. У 1282 році Вельс потрапив під англо-нормандський контроль, а в XVI столітті був офіційно приєднаний до Англії.

### Ранньомодерний період
20 жовтня 1604 року король Яків І, який успадкував обидва престоли Англії та Шотландії окремо, проголосив себе «королем Великої Британії, Франції та Ірландії». Коли Яків І помер у 1625 році, а Таємна рада Англії готувала проєкт проголошення нового короля, Карла I. Проте шотландському перу Томасу Ерскіну, 1-му графу Келлі, вдалося наполягти на тому, щоб у ньому використовувалася фраза «король Великої Британії». Хоча цей титул також використовувався деякими з наступників Якова, Англія та Шотландія залишалися юридично окремими країнами, кожна з власним парламентом, до 1707 року, коли кожен парламент прийняв Акт про унію. Унія створила єдине королівство з одним парламентом. Акт про унію визначив назву нової острівної держави як «Велика Британія», описуючи її як «Єдине Королівство» та «Сполучене Королівство». Тому для більшості істориків острівна держава, що існувала між 1707 і 1800 роками, є або «Великою Британією», або «Королівством Великої Британії».

## Географія

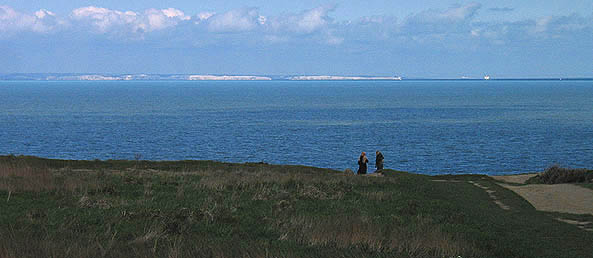
Вид на узбережжя Великобританії з мису Гріс-Не на півночі Франції.

Довжина острова з півночі на південь становить 966 км, а найбільша його ширина — майже вдвічі менша. Омивається водами Атлантичного океану на заході і півночі та Північного моря — на сході. Відокремлений мілководним Північним морем від Норвегії і Данії, вузькими протоками Ла-Манш та Па-де-Кале від Франції, Ірландським морем, протокою Святого Георга та Північною протокою від острова Ірландія. Сучасні обриси берегової лінії склалися порівняно недавно. Берегова лінія острова сильно розчленована численними затоками (фіордами на півночі і річковими естуаріями на півдні).
На півдні рельєф переважно рівнинний. В Вельсі розташовані Кембрійські гори висотою до 1085 м (гора Сноудон). На півночі Англії розташовані Пеннінські гори (до 893 м, Крос-Фелл), що переходять на заході в Камберлендські гори (до 978 м, Пайк), та в Південно-Шотландську височину на півночі (до 843 м, Меррік). Остання відділена Середньошотландською низовиною від Північно-Шотландського нагір'я з найвищими горами країни Бен-Невіс (1344 м) та Бен-Макдуї (1309 м).
Найбільші півострови — Вельс і Корнуолл.
Найдовші річки: Северн (220 км) і Темза (215 км). Найбільші озера — Лох-Ломонд (71 км²) і Лох-Несс (56 км²).

### Крайні точки
- на півночі — мис Даннет-Гед[en] 58°40′00″ пн. ш. 3°22′00″ зх. д. / 58.666667° пн. ш. 3.366667° зх. д.,
- на заході — мис Коррахад-Мор[en] 56°42′56″ пн. ш. 6°13′41″ зх. д. / 56.715611° пн. ш. 6.227944° зх. д.,
- на півдні — мис Лізард 49°57′33″ пн. ш. 5°12′54″ зх. д. / 49.9591° пн. ш. 5.2151° зх. д.,
- на сході — мис Лоустофт-Несс[en] 52°28′52″ пн. ш. 1°45′46″ сх. д. / 52.481167° пн. ш. 1.762833° сх. д..

### Фавна

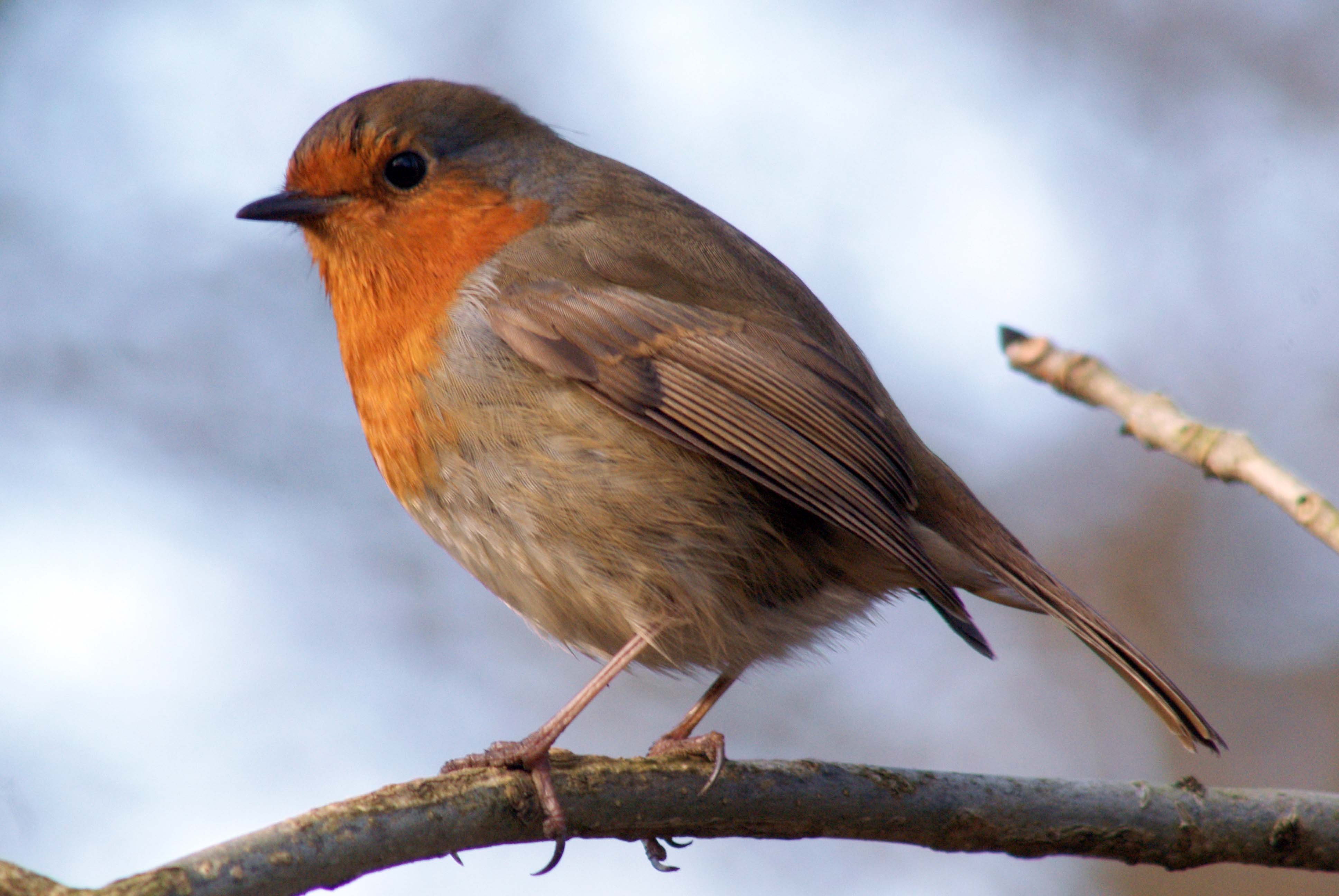
Вільшанку в народі називають «улюбленим птахом Великої Британії».

Біорізноманіття тварин є скромним внаслідок таких факторів, як невелика площа острова, відносно недавній вік середовищ існування, створених після останнього льодовикового періоду та фізичної відокремленості острова від континентальної Європи, а також наслідків сезонної мінливості. Велика Британія також пережила ранню індустріалізацію та продовжує урбанізуватися, що сприяло загальній втраті видів. Дослідження DEFRA (Департамент з питань навколишнього середовища, продовольства та сільських справ) у 2006 році припустило, що протягом 20-го століття у Великій Британії вимерло 100 видів, що приблизно в 100 разів перевищує рівень фонового вимирання. Однак деякі види, такі як бурий щур, руда лисиця та завезена сіра білка, добре пристосовані до міських територій.
Гризуни складають 40% видів ссавців. До них належать вивірки, миші, полівки, щури та нещодавно знову інтродукований європейський бобер. У Британії також багато європейських кроликів, зайців, землерийок, кротів та кількох видів кажанів. До хижих ссавців належать руда лисиця, європейський борсук, європейська видра, ласка, горностай та невловима шотландська дика кішка. Різні види тюленів, китів і дельфінів зустрічаються на британських берегах і узбережжях або навколо них. Найбільшими наземними дикими тваринами сьогодні є олені. Благородний олень є найбільшим видом, серед яких також помітні козулі та лані; останній був завезений норманами. П’ятнистий олень і ще два види менших оленів, мунтжак і китайський водяний олень, були інтродуковані, мунтжак став широко поширеним в Англії та частинах Вельсу, тоді як китайський водяний олень обмежений переважно Східною Англією. Втрата середовища проживання вплинула на багато видів. До вимерлих великих ссавців належать бурий ведмідь, сірий вовк і кабан. Хоча кабан мав обмежену реінтродукцію останнім часом.
Є багатство птахів, зареєстровано 628 видів, з яких 258 гніздяться на острові або залишаються протягом зими. Через м’які зими для її широти Велика Британія є місцем проживання багатьох зимуючих видів, зокрема куликів, качок, гусей і лебедів. До інших добре відомих видів птахів належать беркут, сіра чапля, зимородок звичайний, лісовий голуб звичайний, домашній горобець, вільшанка, малиновка, сіра куріпка, а також різні види ворон, зябликів, чайок, гагарок, тетеревів, сов і соколів. На острові є шість видів рептилій; три змії та три ящірки, включаючи безногого гладуна. Одна змія, гадюка, отруйна, але рідко смертельна. Серед земноводних присутні жаби, ропухи та тритони. Є також кілька інтродукованих видів рептилій і земноводних.

### Флора
Подібно до фавни та з подібних причин флора складається з меншої кількости видів порівняно з набагато більшою континентальною Європою. Флора нараховує 3354 види судинних рослин, з яких 2297 місцеві та 1057 інтродуковані. На острові росте велика різноманітність дерев, включаючи місцеві породи берези, бука, ясена, глоду, в'яза, дуба, тиса, сосни, вишні та яблуні. Інші дерева були натуралізовані, особливо з інших частин Європи (зокрема з Норвегії) та Північної Америки. Інтродуковані дерева включають декілька сортів сосни, каштана, клена, ялини, явора та ялиці, а також аличі та груші. Найвищі породи — ялиці дугласії; було зареєстровано два екземпляри розміром 65 метрів або 212 футів. Тис Фортінголл у Пертширі є найстарішим деревом у Європі.
Існує принаймні 1500 різних видів польових квітів. Близько 107 видів є особливо рідкісними або вразливими та охороняються Законом про дику природу та сільську місцевість 1981 року. Виривати будь-які польові квіти без дозволу землевласника незаконно. До них відносяться червоні маки, дзвіночки, ромашки, нарциси, розмарин, дрочин, ірис, плющ, м’ята, орхідеї, ожина, будяки, жовтець, примула, чебрець, тюльпани, фіалки, бруслина, верес та багато іншого.
На острові також є понад 1000 видів мохоподібних, включаючи водорості та мохи. Наразі відомі види включають 767 мохів, 298 печеночників і 4 роголистники.

### Гриби
У Британії є багато видів грибів, включаючи види, що утворюють лишайники, а мікобіота менш вивчена, ніж у багатьох інших частинах світу. Найновіший контрольний перелік Basidiomycota (гриби дужок, желейні гриби, гриби та поганки, пухирі, іржа та сажка), опублікований у 2005 році, містить понад 3600 видів. Найновіший контрольний список Ascomycota (чашкових грибів та їхніх союзників, включаючи більшість грибів, що утворюють лишайники), опублікований у 1985 році, має ще 5100 видів. Ці два списки не включали конідіальні гриби (гриби здебільшого споріднені з Ascomycota, але відомі лише в безстатевому стані) або будь-яку з інших основних груп грибів (Chytridiomycota, Glomeromycota та Zygomycota). Число відомих видів грибів, ймовірно, перевищує 10 000. Існує широка згода серед мікологів, що багато інших ще належить відкрити.

## Демографія
Лондон є столицею Англії та Сполученого Королівства в цілому, а також є резиденцією уряду Сполученого Королівства. Единбург є столицею Шотландії та є місцем перебування шотландського уряду, а також вищих судів Шотландії. Палац Голірудгаус в Единбурзі є офіційною резиденцією британського монарха в Шотландії. Кардіфф є столицею Вельсу та резиденцією уряду Вельсу.

### Мови
У пізньому бронзовому віці Британія була частиною культури під назвою атлантичний бронзовий вік, яку об’єднувала морська торгівля, яка також включала Ірландію, Францію, Іспанію та Португалію. На відміну від загальноприйнятої точки зору, що кельтська мова виникла в контексті гальштатської культури, починаючи з 2009 року Джон Т. Кох та інші припускали, що походження кельтських мов слід шукати в Західній Європі доби бронзи, особливо Піренейський півострів. Пропозиція Коха та інших не знайшла широкого визнання серед експертів з кельтських мов.
Вважається, що всі сучасні бритонські мови (бретонська, корнська, валлійська) походять від спільної мови предків, яка називається бритонська, спільнобритонська, давньобритонська або протобритонська, яка, як вважається, розвинулась із протокельтської або ранньої острівної мови до VI століття. На бритонських мовах, ймовірно, розмовляли до римського вторгнення принаймні на більшій частині Великої Британії на південь від річок Форт і Клайд, хоча на острові Мен пізніше з’явилася гойдельська мова — менська. Північна Шотландія в основному розмовляла притенською мовою, яка стала піктською мовою, яка, можливо, була бритською мовою. У період римської окупації Південної Британії (43 р. н. е. до прибл. 410 ), простобритонська запозичила велику кількість латинських слів. Приблизно 800 із цих латинських запозичених слів збереглися в трьох сучасних бриттонських мовах. Романо-британська — це назва латинізованої форми мови, яку використовували римські автори.
Зараз на острові розмовляють британською англійською мовою, яка розвинулась із давньоанглійської мови, яку привезли на острів англосаксонські поселенці в середині V століття. Десь 1,5 мільйони людей розмовляють шотландською рівнинною мовою (скотс) — германською мовою, яка протягом століть стала ближчою до англійської. Приблизно 700 000 людей розмовляють валлійською, офіційною мовою Вельсу. У деяких частинах північно-західної Шотландії шотландська ґельська залишається широко поширеною. Існують різні регіональні діалекти англійської мови та численні мови, якими розмовляють деякі іммігранти.

### Релігія

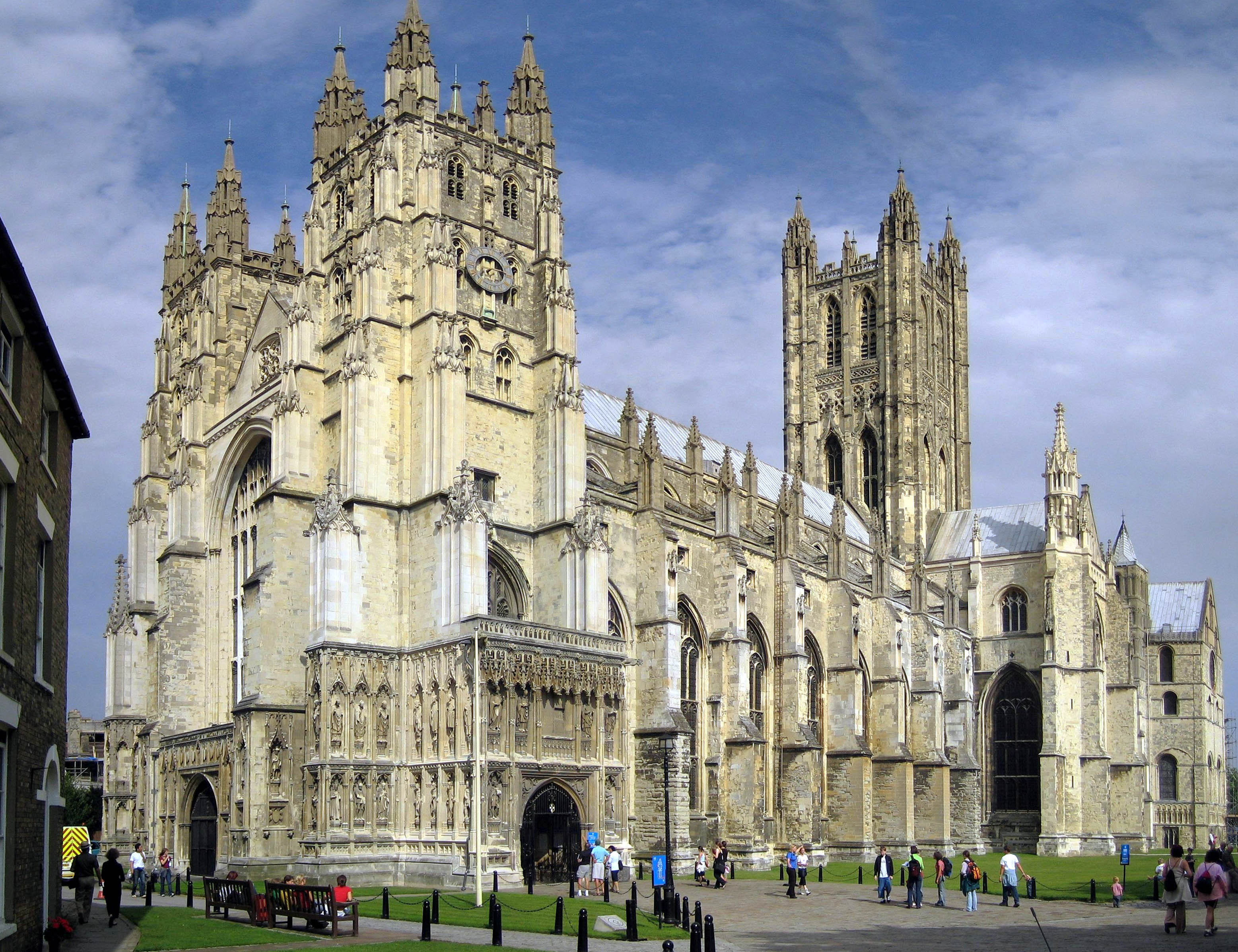
Кентерберійський собор, резиденція Церква Англії, найбільшої конфесії Великої Британії.

Християнство було найбільшою релігією за кількістю прихильників з часів раннього середньовіччя: воно було запроваджено під час стародавніх римлян, розвиваючись як кельтське християнство. Згідно з переказами, християнство прийшло в І-ІІ столітті. Найпопулярнішою формою є англіканство (відоме як єпископалізм у Шотландії). Главою Церкви є монарх Сполученого Королівства, як Верховний Правитель. Вона має статус державної церкви в Англії. Сьогодні є трохи більше 26 мільйонів прихильників англіканства в Британії, хоча лише близько мільйона регулярно відвідує служби. Другою найбільшою християнською церквою є Римо-католицька церква, яка веде свою історію у Великій Британії з VI століття з Авґустином Кентерберійським і Григоріанською місією. Католицтво було основною релігією протягом приблизно тисячі років. Сьогодні є понад 5 мільйонів римо-католиків: 4,5 мільйони католиків в Англії та Вельсі і 750 000 у Шотландії, хоча менше мільйона римо-католиків регулярно відвідують меси.

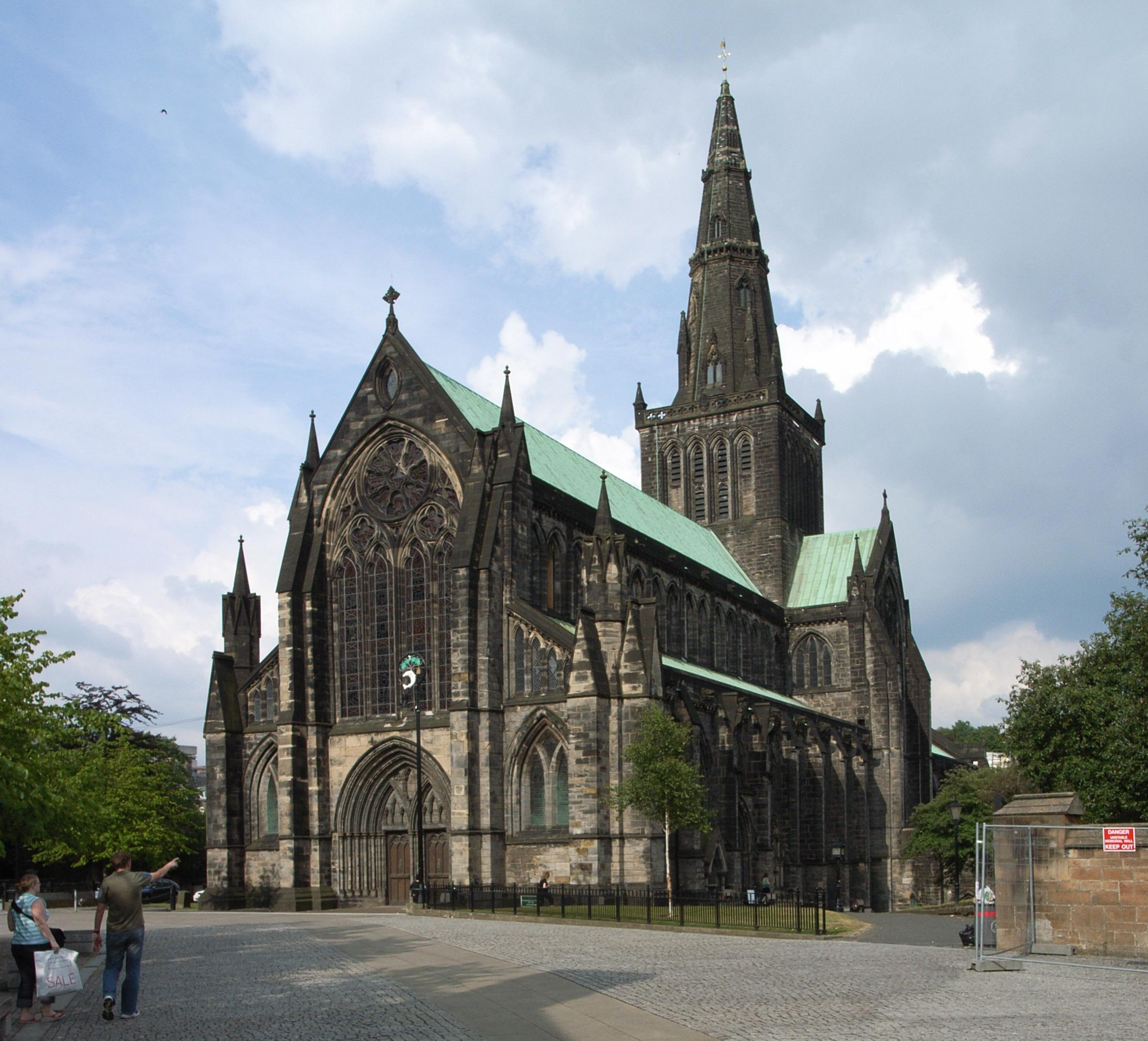
, місце зборів Церкви Шотландії.

Церква Шотландії, форма протестантизму з пресвітеріанською системою церковного устрою, є третьою за чисельністю на острові з приблизно 2,1 мільйонів членів. Запроваджена в Шотландії священиком Джоном Ноксом, вона має статус національної церкви в Шотландії. Монарх Сполученого Королівства представлений лордом верховним-комісаром. Методизм є четвертим за величиною і виріс з англіканства через Джона Веслі. Він набув популярности в старих млинових містах Ланкаширу та Йоркширу, а також серед шахтарів олова в Корнуоллі. Пресвітеріанська церква Уельсу, яка дотримується кальвіністського методизму, є найбільшою деномінацією в Вельсі. Є й інші нонконформістські меншини, такі як баптисти, квакери, Об’єднана реформатська церква (об’єднання конгрегаціоналістів і англійських пресвітеріан), унітаріанці. Першим покровителем Британії був святий Альбан. Він був першим християнським мучеником романо-британського періоду, засудженим до смерти за віру та принесеним у жертву язичницьким богам. Нещодавно дехто запропонував прийняти святого Айдена ще одним святим покровителем Британії.
Три країни, що входять до Сполученого Королівства, мають святих покровителів: Святий Георгій та Святий Андрій зображені на прапорах Англії та Шотландії. Ці два прапори поєдналися, щоб сформувати основу королівського прапора Великої Британії 1604 року. Святий Давид є покровителем Вельсу. Є багато інших британських святих. Одними з найвідоміших є Катберт, Колумба, Патрик, Маргарет, Едуард Сповідник, Мунґо, Томас Мор, Петрок, Беда та Томас Бекет.
Є також багато інших релігій. Перепис 2011 року зафіксував, що іслам мав близько 2,7 мільйонів прихильників (за винятком Шотландії з приблизно 76 000). Більше 1,4 мільйони людей (не враховуючи приблизно 38 000 шотландців) вірять в індуїзм, сикхізм або буддизм — релігії, які розвинулися на Індійському субконтиненті та в Південно-Східній Азії. Під час перепису 2011 року юдаїзм був дещо більший, ніж буддизм, маючи 263 000 прихильників (не враховуючи близько 6 000 у Шотландії). Євреї населяли Велику Британію з 1070 року. Проте тих, хто був постійним і відкритим щодо своєї релігії, було вигнано з Англії в 1290 році, що повторилося в деяких інших католицьких країнах того часу. Євреям було дозволено відновити поселення в 1656 році, у період міжцарів'я, який був піком антикатолицизму. Більшість євреїв у Великій Британії мають предків, які втекли, рятуючи своє життя, зокрема з Литви XIX століття та територій, окупованих нацистською Німеччиною.